# 露西·巴菲德
露西·巴菲德（英語：Lucy Barfield，1935年11月2日—2003年5月3日），英國舞蹈教師和音樂教師，是作家歐文·巴菲德的養女和C·S·路易斯的教女。

## 生平
露西·巴菲德出生於坎布里亞郡的卡萊爾，出生後兩年被歐文·巴菲德收養。從小她就接受芭蕾舞訓練。
1949年5月，其教父C·S·路易斯將《獅子·女巫·魔衣櫥》的完整手稿寄給她，並在信中表示這本小說最初是為她而寫的。1950年10月16日，《獅子·女巫·魔衣櫥》在倫敦正式出版時，這封信即成為書前的獻詞。
1958年，露西·巴菲德成為舞蹈和音樂教師，1960年，她譜寫的交響曲在墨爾文學校公演。
1960年代中期，露西患上了多發性硬化症，症狀日益加重。她晚年被送進倫敦的皇家神经性残疾专科医院，到1990年代初期，她已幾乎無法說話和自理。2003年5月3日去世。
在露西·巴菲德的生前，一直有許多《納尼亞傳奇》的讀者寫信給她，有些小讀者甚至把她當成小說中的露西·佩文西。

## 外部連結
- 露西·巴菲德的生平介紹 （页面存档备份，存于）（英文）